# Олав III (король Дублина)
Олав III (также Олав Кваран, Олав Сигтриггссон или Анлав Кваран; норв. Olav Kvåran Sigtryggsson, древненорв. Óláfr Sigtryggsson, Óláfr Kváran, ирл. Amlaibh Cuaran, англ. Olaf Cuaran, Olaf Sihtricson; ок. 927—980) — король Йорка (941—944, 949—952) и Дублина (945—947, 952—980). Его прозвище «Кваран», обычно переводится как «сандалии» или «башмак». Один из последних представителей рода Уи Имар, игравший важную роль в политической жизни Британских островов.

## Биография

### Король Йорка

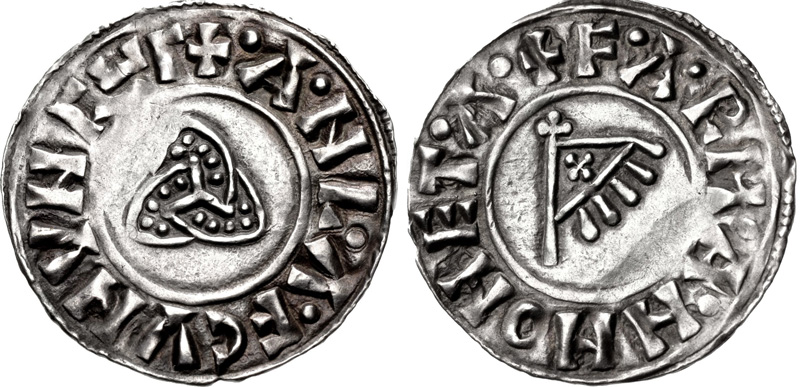
Серебряный пенни, отчеканенный в Йорке во время первого правления Олав III. Аверс: трикветр в центре, с латинским текстом '+ •A•NL•Λ•F CVNVNC ШΓ' по окружности; реверс: бахромчатый треугольный штандарт с буквой «X» на крестообразном древке.

Олав Кваран был младшим сыном Ситрика II Каоха (Слепого) (? — 927), короля Дублина (917—921) и Йорка (921—927).
В 941 году после смерти своего двоюродного брата Олафа Гутфритссона, короля Дублина (934—941) и Йорка (939—941), Олав Кваран унаследовал королевский титул в Йорке (Нортумбрия).
В последующие годы англосаксонский король Эдмунд I подчинил своей власти пять городов — Дерби, Линкольн, Ноттингем, Стамфорд и Лестер, захваченные ранее королём Йорка Олафом Гутфритссоном. В 943 году Эдмунд I и Олав Кваран заключили перемирие. При этом король Йорка принял католическое крещение. В том же году соправителем Олава Кварана в Йорке стал его двоюродный брат Рагналл Гутфритссон.
В 944 году короли Олав и Рагналл разорвали перемирие и совершили разорительный поход на английские владения. В ответ король Эдмунд I с армией вторгся в Нортумбрию и занял Йорк. Олав Кваран и Рагналл Гутфритссон были изгнаны, Олав бежал в королевство Стратклайд, а оттуда в Дублин. Рагналл Гутфритссон попытался вернуть себе йоркский трон и был убит англосаксами.

### Король Дублина

Ирландия в середине IX — начале XI века

В 945 году, после смещения своего двоюродного брата Блакайра Гутфритссона (940—945), Олав Кваран вступил на королевский трон в Дублине. В союзе с королём Наута (Северной Бреги) Конгалахом Кногбой Олав Кваран воевал с Муйрхертахом мак Нейллом, королём Айлеха (938—943), претендентом на титул верховного короля. В феврале 943 года в битве с викингами Муйрхертах мак Нейлл был убит королём Дублина Блакайром Гутфритссоном.
В 944 году скончался верховный король Ирландии Доннхад Донн (919—944) и трон верховных королей захватил король Северной Бреги Конгалах Кногба (944—956). О своих претензиях на трон верховных королей объявил и Руйадри Уа Кананнаин (ум. 950), король Кенел Конайлл из Северных Уи Нейллов.
В 946 году Олав Кваран во главе датской армии разграбил монастыри Клонмакнойс и Килкаллен. В 947 году Конгалах Кногба и Олав Кваран потерпели от Руайдри Уа Кананаина поражение в битве при Слейне в Мите. Дублинские викинги понесли большие потери в сражении. После поражения Олав Кваран, вероятно, лишился королевского трона, на который вернулся его двоюродный брат Блакайр Гутфритссон.
В 948 году верховный король Ирландии Конгалах Кногба снова выступил против королевства Дублина. В сражении Блакайр Гутфритссон был разбит и убит. Вместе с ним погибло 600 викингов. Дублин был взят и разграблен ирландцами. После гибели Блакара новым королём Дублина стал Готфрит Ситрикссон (948—954), брат Олава Кварана. В 951 году дублинские викинги разграбили город Келлс в Мите и захватили 300 пленников.

### Король Йорка во второй раз
В 949—952 годах  В 952 году Олав Кваран был свергнут с королевского трона в Йорке и заменен Эйриком Харальдссоном (952—954). В том же году Олав Кваран вернулся в Ирландию и вновь вступил во владение Дублином, где он правил следующие двадцать семь лет, активно вмешиваясь в междоусобицы ирландских королей.
Ход событий в Нортумбрии, пока Олав был в Ирландии, недостаточно изучен. Хотя Эдмунд I, безусловно, контролировал Нортумбрию после изгнания Олава и гибели Рагналла, вскоре после этого он потерял контроль над севером страны из-за  скандинавского короля по имени Эйрик, обычно отождествляемого с Эйриком I Кровавой Секирой. Если Эрик и правил Нортумбрией до смерти Эдмунда, то лишь недолгое время. Эдмунд был убит в 946 году, и его преемником стал его брат Эдред. В «Англосаксонской хронике» записано, что Эдред «подчинил себе все земли Нортумбрии; и шотландцы дали ему клятву, что сделают все, что он захочет». Подчинение Нортумбрии Эдреду привело к его столкновению в 947 году со знатью Йорка с архиепископом Вульфстаном во главе, и в следующем году король Эрик снова правил Нортумбрией. Тогда Эдред опустошил южные части королевства — город Рипон упоминается как его главная цель — цель вторжения была вынудить нортумбрийцев изгнать Эрика, что они и сделали.

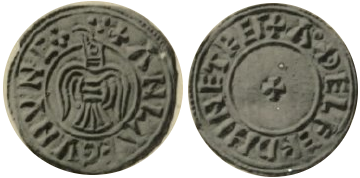
Второй тип йоркского пенни времен Олава, на аверсе изображена птица, предположительно ворон и надпись "ANLAF CYNYNG", на реверсе — крест и имя монетчика Этельфрита.

В следующем году, 949, к тому времени, когда Блакайр уже умер, а брат Олава Кварана правил в Дублине, нортумбрийцы пригласили Олава вторично занять королевский трон в Йорке. Его возвращение в Англию могло произойти с согласия Эдреда. В том же году Малькольм I, король Альбы, совершил набег на Нортумбрию, прдвинувшись до самого юга, вплоть до реки Тис, захватив множество рабов и большую добычу. Неясно, было ли это вторжение направлено против Олава или, возможно, предназначалось для его поддержки путем разграбления только северной Нортумбрии, которая могла быть вне его контроля. Второе вторжение с севера в 952 году, на этот раз в составе союза, включавшего шотландцев короля Малькольма I, а также бриттов и саксов, было отбито. Опять же, неясно, было ли это направлено против Олава, который был все же свергнут в 952 году и заменен Эриком, или же цель вторжения была обратной и оно было направлено против короля Эрика в поддержку Олава. Правление Эрика было коротким, и королевство викингов Йорк было окончательно включено в королевство англичан после его смерти в 954 году. Олав вернулся в Ирландию, чтобы никогда больше не править в Йорке.

### Из Дублина на Айону
В 956 году верховный король Ирландии Конгалах Кногба погиб в бою лейнстерцами и их союзниками, викингами Дублина.
В 970 году Олав Кваран и его новые союзники лейнстерцы снова разграбили монастырь Келлс. В том же году в союзе с королём Северной Бреги Домналлом мак Конгалайгом (964—976) Олав Кваран в битве под Килмоном в Мите разбил нового верховного короля Домналла Донна.
В 977 году дублинский король Олав Кваран умертвил двух наследников престола: Конгалаха и Муйхертаха, сыновей верховного короля Ирландии Домналла Уа Нейлла.
В 979 году дублинские викинги захватили в плен короля Лейнстера Домналла Клоэна (978—984). Это стало местью Олава Кварана за то, что в 972 году Домналл умертвил своего дядю, короля Лейнстера Мурхада мак Финну (966—972). В 980 году, после поражения дублинских викингов в битве при Таре, король Лейнстера был освобождён из плена. В этом сражении Олав Кваран потерпел крупное поражение в битве у Тары от нового верховного короля Маэлсехнайлла мак Домнайлла. В этом сражении погиб Рагналл, старший сын и наследник Олава. Маэлсехнайлл мак Донайлл занял город Дублин и наложил на жителей тяжелую дань.
После этого поражения Олав Кваран отрёкся от престола, или был отстранен от власти. Его заменил на королевском троне сын Глуниарайн (Йаркне) (980—989), сводный брат Маэлсехнайлла мак Домнайлла. Олав удалился в монастырь на остров Айона, где вскоре скончался.

### Браки и дети
Был дважды женат. Его первой супругой была Доннлайт, дочь короля Айлеха Муйрхертаха мак Нейлла и вдова короля Миде Доннхада Донна (ум. 952). Их сын:
- Глуниарайн (Йаркне) (? — 989), король Дублина (980—989)

Вторично Олав Кваран женился на Гормлет инген Мурхада (ок. 960—1030), дочери короля Лейнстера Мурхада мак Финны (? — 972) и сестре короля Лейнстера Маэл Морды мак Мурхада (1003—1014). Их сын:
- Ситрик IV Шёлковая Борода (? — 1042), король Дублина (989—1036)

Также у Олава Кварана было несколько детей, матери которых неизвестны:
- Каман, убит в Нортумбрии в 960 году
- Рагналл, убит в битве у Тары в 980 году
- Харальд, убит в битве Гленмама в 999 году
- Дубгалл, погиб в битве при Клонтарфе в 1014 году
- Гита, жена Олава Трюггвасона (963—1000), короля Норвегии (995—1000)
- Маэл Муире (? — 1021), жена Маэлсехнайлла мак Домнайлла (948—1022), верховного короля Ирландии (980—1002, 1014—1022).